# Szczedrzykowice-Stacja
Szczedrzykowice-Stacja est une localité polonaise de la gmina de Prochowice, située dans le powiat de Legnica en voïvodie de Basse-Silésie.